# Ammón
Ammón (hebrejsky עַמּוֹן) byla země a starověké království nacházející se na severozápadě dnešního Jordánska. Její západní hranici tvořila řeka Jordán a východní Syrská poušť, severním sousedem byl Gileád a jižním Moáb (hranice byly ovšem velmi nestálé a ustavičně se o ně bojovalo). Ammonité patřili k semitským národům a hovořili jedním z kenaanských jazyků. Podle biblického podání byl zakladatelem tohoto národa Ben-Ami, který vzešel z incestního svazku mezi Lotem a jeho dcerou. Ammonité nevyznávali judaismus, ale mnohobožství a jejich nejvyšším bohem byl Moloch.
Ammón je převážně hornatá země, jejím populačním centrem je úrodné údolí řeky Zarka (starozákonní Jabbok), kde také leží hlavní město Raba, které později dostalo podle svých obyvatel název Ammán. Rozvoj oblasti nastal v době železné: v 11. století př. n. l. vzniklo království, které bylo mocným konkurentem Izraelitů, významnými panovníky byli Nachaš, Hanun a Šanip. Kniha Soudců líčí vzájemné boje, v nichž se na izraelské straně vyznamenal vojevůdce Jiftách. Později Ammonity porazil král David, ale nedokázal území ovládnout natrvalo. Existovala však také období mírového soužití a obyvatelstvo se vzhledem k etnické příbuznosti často mísilo, například král Šalomoun se oženil s ammónskou princeznou Naamou. Později byl ammónský stát spojencem Novoasyrské říše, v 6. století př. n. l. si ho podmanila Achaimenovská říše a definitivně zanikl v důsledku tažení Alexandra Velikého, v antickém období byla oblast známá jako Perea a Ammán se jmenoval Philadelphia.
Obyvatelé Ammónu se živili pastevectvím, zemědělstvím a těžbou pískovce, díky poloze na významné cestě spojující nilské údolí s Mezopotámií se rozvíjel i obchod. Památkou na dobu rozkvětu je kamenná strážní věž Rujm Al-Malfouf, nejstarší stavba Ammánu.